# Adibou 2
Adibou 2 (ou Adibou : Disque environnement) est un jeu vidéo ludo-éducatif, développé par Coktel Vision. Il est sorti en 1996 sur Windows et Mac. C'est le successeur d'Adibou, sorti en 1992 sur MS-DOS.
Cet épisode est sensiblement différent de son prédécesseur : nouveau look pour Adibou, amélioration des graphismes, port sur Windows, et de nouvelles activités.

## Descriptif
Au cours du jeu, Adibou interagit en permanence avec le joueur. Au début, le joueur doit créer un nouveau profil qui peut être personnalisé (tête, cheveux, date d'anniversaire). Une fois le profil créé, le joueur arrive dans l'Univers d'Adibou. Il peut alors faire plusieurs activités dans le jardin, comme faire pousser des fruits et légumes dans le potager par Robitok, faire pousser des fleurs, faire changer la niche de Plop le chien ou l'abri des oiseaux, et jouer avec le ballon rouge. Une fois à l'intérieur de la maison d'Adibou, le joueur a également plusieurs activités. Il peut confectionner des gâteaux avec Kicook, regarder la télévision contenant deux chansons et d'autres clips courts, jouer au jeu de construction, écouter la Radio Adibou, jouer au jeu des masques, et jouer aux Bricks. Si le joueur fête son anniversaire ou que c'est Noël, deux CD à écouter apparaissent au pied de la télévision. Il peut également jouer aux disques additionnels, et peut également vérifier sa progression (menu disques et arbre des progrès).

## Disques additionnels
Entre 1996 et 1999, 5 disques additionnels ont été édités pour Adibou 2. Dans ces disques, le joueur peut réaliser des activités composées de 3 niveaux de difficulté (facile, normal ou difficile), conçus pour lui donner la possibilité de changer de niveau, et de ne pas le mettre en échec. Il dispose aussi d'un système d'évaluation de travail qui lui permet de voir ses progrès.

### Lecture et Calcul
Disques sortis en 1996, en même temps que le disque environnement. Le joueur peut apprendre à lire et à faire des calculs. Ce disque est décliné en deux versions pour s'adapter à l'âge du joueur : 4-5 ans et 6-7 ans.
Cette extension est notée 18/20 par le magazine PC Team qui lui donne également son label qualité.

### Nature et Sciences
Disque sorti en 1998. Le joueur est transporté dans l'univers de la nature et des Sciences. Avec le simulateur de conduite, le joueur sera initié à la conduite, il peut naviguer entre les différentes activités, et peut aussi retourner à la maison d'Adibou. La voiture peut être également relookée.

### Anglais
Disque sorti en 1999. Le joueur est initié à l'anglais, le jeu dispose ainsi d'une reconnaissance vocale.

### Musique
Disque sorti en 1999. Le joueur peut apprendre le rythme, les sons, les instruments, les notes et peut aussi composer sa propre musique.